# Kondor-Klasse
Die Kondor-Klasse war die NATO-Bezeichnung für eine Klasse von Minensuch- und Räumschiffen (MSR) der Volksmarine der DDR. Die Schiffe trugen in der Volksmarine die Projektnummer 89.1 und nach Einführung der verlängerten Variante (Projekt 89.2) zur Unterscheidung die Bezeichnung MSR-kurz. 1984 erfolgte nochmals eine Umklassifizierung der Schiffe zum Küsten-Minenabwehrschiff (MAW).

## Bau und Geschichte
Die Planungen zum Projekt 89.0 wurden 1965 vom Institut für Schiffsbautechnik Wolgast (ISW) und der Peenewerft durchgeführt. Ab 1967 begann dann die Fertigung der Weiterentwicklung Projekt 89.1. Bis 1970 wurden 21 Schiffe (Projektnummern 89.101 bis 89.121) für die Volksmarine gebaut.
Die Schiffe waren bewusst mit wenig Komfort ausgestattet, denn nach der zum Konstruktionszeitpunkt gültigen Doktrin des „sofortigen Gegenschlags“ im Falle eines Angriffs durch die NATO auf den Warschauer Pakt hätten die Schiffe Minensperren unter als hoch eingestufter Bedrohung aus der Luft räumen müssen, und der Verlust vieler MSR bei dieser Aktion erschien den Planern der Volksmarine wahrscheinlich.
Bereits 1971 wurden 18 Schiffe an die 6. Grenzbrigade Küste der Grenztruppen als Patrouillenboote abgegeben und dort in drei Grenzschiffabteilungen zu je sechs Schiffen eingesetzt. Eine der Hauptaufgaben der 6. Grenzbrigade Küste und ihrer Schiffe war die Verhinderung von Fluchten aus der DDR über den Seeweg.
Als Gründe für die Aussonderung dieses modernen Schiffstyps mit guter Seetüchtigkeit werden verschiedene Ursachen angeführt. Zum einen wird vermutet, dass die Schiffe mit ihren geringen Abmessungen nicht für den Einsatz von modernem Minenräumgerät geeignet waren oder ihre Flugabwehrbewaffnung zu schwach war, zum anderen wird angegeben, dass die Schiffe von den Grenztruppen benötigt wurden, um die geforderte „Effektivität der Grenzsicherung“ zu gewährleisten.
Trotz ihres Dienstes bei der Grenzsicherung der DDR behielten die Schiffe ihre Minenabwehrausrüstung, da sie im Kriegsfall wieder der Volksmarine als Verstärkung zugeteilt worden wären.

## Technische Beschreibung

### Antrieb, Sensoren und Einrichtungen

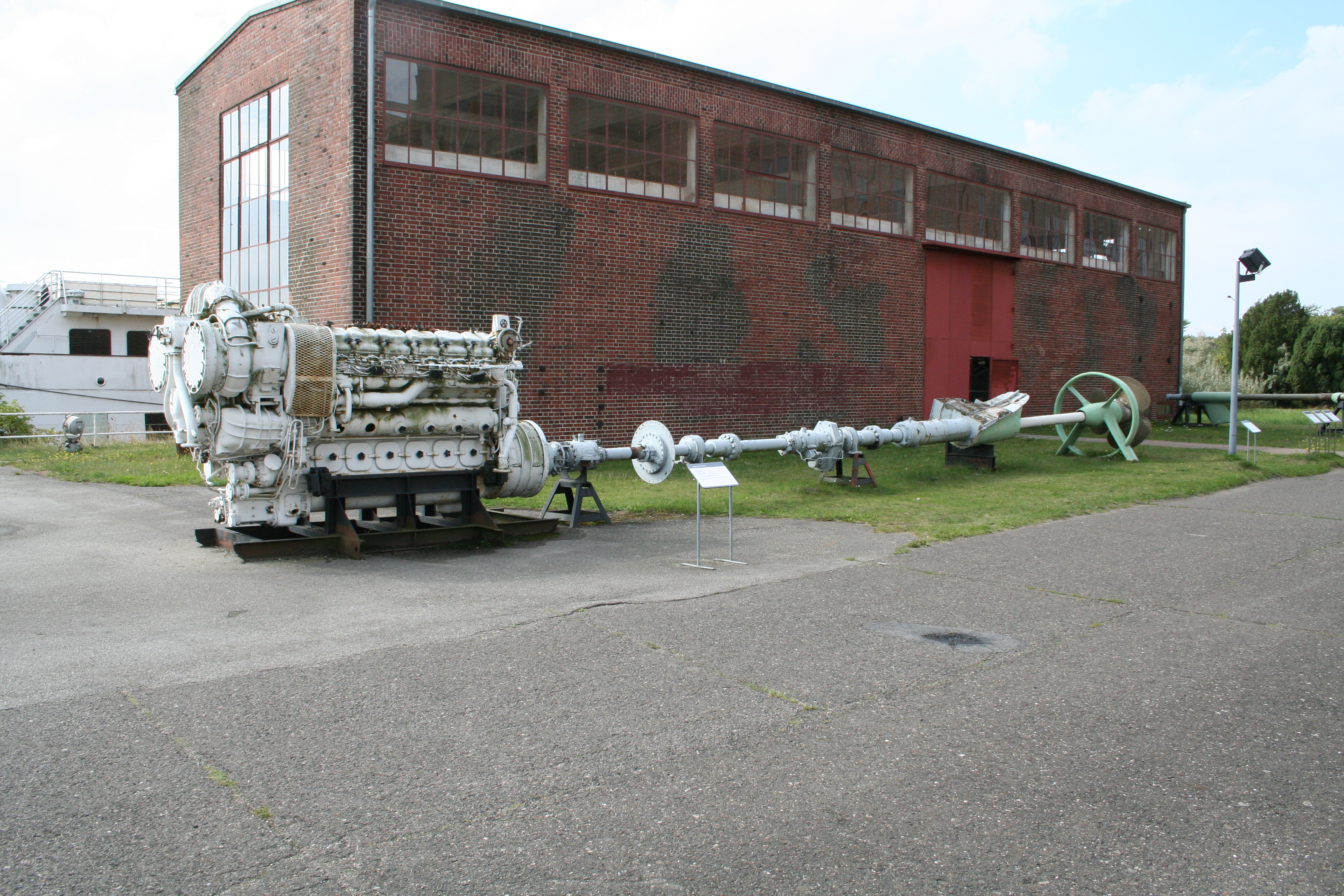
Antriebsanlage mit Motor, Welle und Propeller, ausgestellt in Peenemünde.

Die Schiffe hatten einen geschweißten Stahlrumpf. Als Antrieb dienten zwei Dieselmotoren sowjetischer Bauart vom Typ M-40D mit insgesamt 2942 kW, welche die Schiffe der Klasse über zwei Schiffsschrauben auf etwa 20 Knoten beschleunigen konnten. Die Schiffe waren mit einem 3-cm-Navigationsradargerät vom Typ TSR 333 und einem Sonar KLA 58m zur Suche nach Seeminen ausgerüstet. Zur Erkennung von befreundeten Schiffen oder Flugzeugen und zum Bestätigen der eigenen Identität gegenüber den Verbündeten waren alle Schiffe mit Sendern und Empfängern für das sowjetische Freund-Feind-Erkennungssystem vom Typ „Nichrom“ ausgestattet.
Für Notfälle gab es eine Lenzpumpe, eine separate Feuerlöschpumpe und eine sogenannte Schiffsberieselungsanlage (KS-Sprühanlage), die im Falle von Feuer auf dem Deck das gesamte Schiff über eine an den Aufbauten entlanggeführte Rohrleitung besprühen konnte.

### Bewaffnung
Hauptbewaffnung der Schiffe dieser Klasse war eine Doppellafette vom Typ 2M-3, bestückt mit 25-mm-Maschinenkanonen, die auf der Back in einem offenen Turm aufgestellt war. Beim Projekt 89.2 kamen drei der Doppellafetten zum Einsatz.
Auch wenn es nicht dem eigentlichen Auftrag entsprach, konnten bei Bedarf vom Achterdeck Seeminen oder auch Wasserbomben ins Meer abgesetzt werden.
Zum Räumen von Minen konnte über das Heck ein Räumgeschirr vom Typ „Scherdrachengerät“ (SDG R/L) (mit Schwimmkörpern vom Typ „Scherdrache“) an Trossen hinter den Schiffen geschleppt werden, um Ankertauminen oder – unter Zuhilfenahme sogenannter Hohlstäbe – einfache Typen von Grundminen zu bekämpfen.

## Modifikationen
- 1972 wurden zwei Schiffe als Träger für elektronische Aufklärungstechnik (SIGINT), Projekt 65.201 KOMET und Projekt 65.202 METEOR ausgerüstet.[9] Sie verfügten über keine fest installierte Bewaffnung und auf dem Achterdeck war an Stelle der Kabelwinden des Räumgeschirrs ein zusätzlicher Aufbau mit Funkausrüstung aufgesetzt worden.
- Zwei weitere Schiffe wurden als Torpedofangboote ausgerüstet.[10]

## Derzeitiger Status
Es sind keine Schiffe dieses Typs mehr im Einsatz der Deutschen Marine. Drei Schiffe mussten schon vor 1990 außer Dienst gestellt werden. Die Masse wurde nach der Wende abgewrackt, von den übrigen wurden drei an die maltesische Marine verkauft; zwei davon, die maltesischen P 29 (ex „Boltenhagen“) und P 31 (ex „Pasewalk“), wurden 2007 und 2009 als Attraktion für Tauchtouristen in flachem Wasser versenkt. KOMET und METEOR wurden 1994 an Estland verschenkt. Fünf weitere Schiffe gingen nach Tunesien, ein weiteres wurde zunächst von der deutschen Küstenwache des Bundes übernommen und später an die Kap Verden abgegeben, um dort als Fischereiaufsichtsschiff eingesetzt zu werden.

## Einheiten
| Name         | Bau-Nr. | Bauwerft             | Kiellegung | Stapellauf | Indienststellung   | Außerdienststellung | Bemerkungen                                      |
| ------------ | ------- | -------------------- | ---------- | ---------- | ------------------ | ------------------- | ------------------------------------------------ |
| Greifswald   | 89.101  | Peene-Werft, Wolgast |            |            | 28. November 1970  | 2. April 1990       |                                                  |
| Bergen       | 89.102  | Peene-Werft, Wolgast |            |            | 29. Mai 1969       | 20. Mai 1981        |                                                  |
| Anklam       | 89.103  | Peene-Werft, Wolgast |            |            | 30. Mai 1969       | 1. Dezember 1976    | Abgabe an die Gesellschaft für Sport und Technik |
| Ueckermünde  | 89.104  | Peene-Werft, Wolgast |            |            | 1. Juli 1969       |                     | Abgabe an die Grenztruppen der DDR               |
| Demmin       | 89.105  | Peene-Werft, Wolgast |            |            | 16. August 1969    |                     | Abgabe an die Grenztruppen der DDR               |
| Malchin      | 89.106  | Peene-Werft, Wolgast |            |            | 18. Oktober 1969   |                     | Abgabe an die Grenztruppen der DDR               |
| Altentreptow | 89.107  | Peene-Werft, Wolgast |            |            | 5. September 1969  |                     | Abgabe an die Grenztruppen der DDR               |
| Pasewalk     | 89.108  | Peene-Werft, Wolgast |            |            | 18. Oktober 1969   |                     | Abgabe an die Grenztruppen der DDR               |
| Templin      | 89.109  | Peene-Werft, Wolgast |            |            | 20. Dezember 1969  |                     | Abgabe an die Grenztruppen der DDR               |
| Neustrelitz  | 89.110  | Peene-Werft, Wolgast |            |            | 20. Dezember 1969  | 28. Februar 1990    | Abgabe an die Grenztruppen der DDR               |
| Vitte        | 89.111  | Peene-Werft, Wolgast |            |            | 18. Februar 1970   | 6. Februar 1990     | Abgabe an die Grenztruppen der DDR               |
| Zingst       | 89.112  | Peene-Werft, Wolgast |            |            | 8. Mai 1970        | 2. März 1989        | Abgabe an die Grenztruppen der DDR               |
| Prerow       | 89.113  | Peene-Werft, Wolgast |            |            | 15. Mai 1970       | 2. März 1989        | Abgabe an die Grenztruppen der DDR               |
| Graal-Müritz | 89.114  | Peene-Werft, Wolgast |            |            | 25. Mai 1970       | 20. Oktober 1989    | Abgabe an die Grenztruppen der DDR               |
| Kühlungsborn | 89.115  | Peene-Werft, Wolgast |            |            | 3. Juni 1970       |                     | Abgabe an die Grenztruppen der DDR               |
| Ahrenshoop   | 89.116  | Peene-Werft, Wolgast |            |            | 8. August 1970     |                     | Abgabe an die Grenztruppen der DDR               |
| Kirchdorf    | 89.117  | Peene-Werft, Wolgast |            |            | 19. September 1970 | 15. August 1990     | Abgabe an die Grenztruppen der DDR               |
| Boltenhagen  | 89.118  | Peene-Werft, Wolgast |            |            | 19. September 1970 |                     | Abgabe an die Grenztruppen der DDR               |
| Klütz        | 89.119  | Peene-Werft, Wolgast |            |            | 3. Oktober 1970    | 28. Februar 1990    | Abgabe an die Grenztruppen der DDR               |
| Rerik        | 89.120  | Peene-Werft, Wolgast |            |            | 12. November 1970  | 28. Februar 1990    | Abgabe an die Grenztruppen der DDR               |
| Bansin       | 89.121  | Peene-Werft, Wolgast |            |            | 24. Dezember 1970  | 28. Februar 1990    | Abgabe an die Grenztruppen der DDR               |